# Solofra
Solofra est une commune italienne de la province d'Avellino, dans la région Campanie.

## Géographie
Solofra est située à 400 mètres d'altitude, dans une vallée verdoyante.

## Histoire
Son origine historique remonte au IVe ou au IIIe siècle av. J.-C. Tout d'abord, terre romaine, elle devint ensuite le fief des Longobards qui lui apprirent l'art de travailler l'or et à se perfectionner dans la tannerie.
Centre commercial très prospère sous la Renaissance, c'est à cette époque que fut construite la collégiale dédiée à saint Michel, patron de la ville, où sont conservées de précieuses œuvres d'art, notamment les chefs-d'œuvre du peintre Francesco Guarino (1611-1654) qui naquit et vécut à Solofra.
Des hommes de très grand renom virent le jour à Solofra, tels le latiniste Giliberti et le jurisconsulte Maffei.
- Château de Solofra

## Économie
L'économie de la ville est basée sur l'activité de la tannerie et ses annexes.

## Administration
| Période                                  | Période | Identité | Étiquette | Qualité |
| ---------------------------------------- | ------- | -------- | --------- | ------- |
|                                          |         |          |           |         |
| Les données manquantes sont à compléter. |         |          |           |         |

### Hameaux
S.Agata Irpina, S.Andrea Apostolo

### Communes limitrophes
Aiello del Sabato, Calvanico, Contrada (Italie), Montoro, Serino

## Galerie

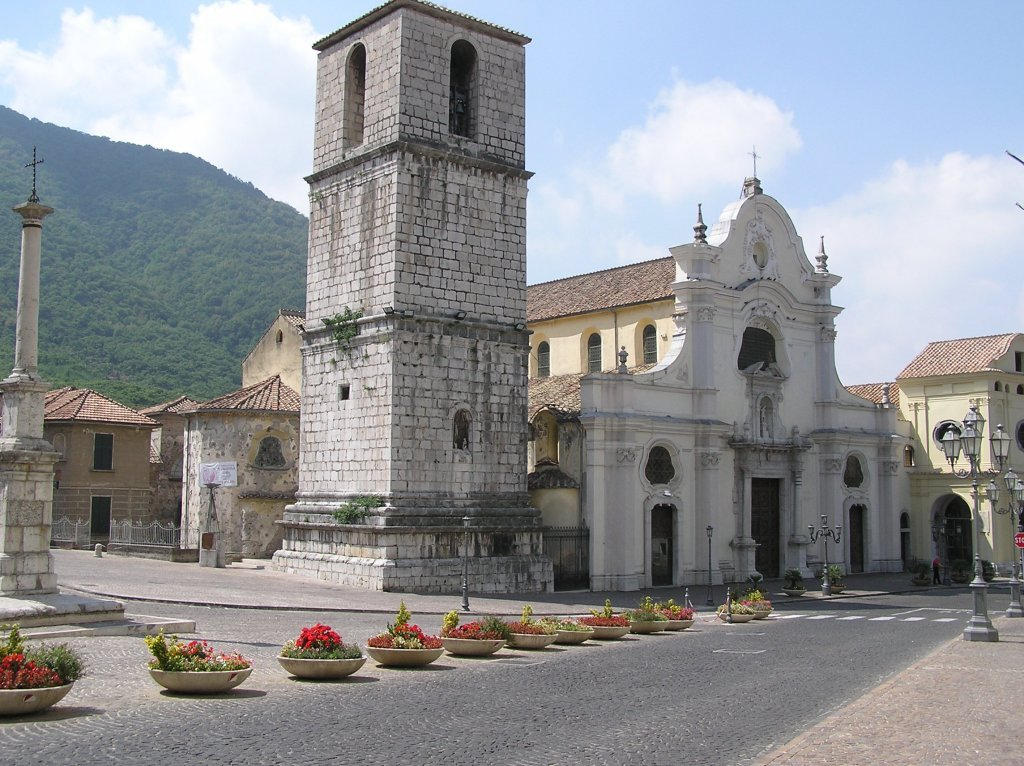
Collégiale Saint-Michel.
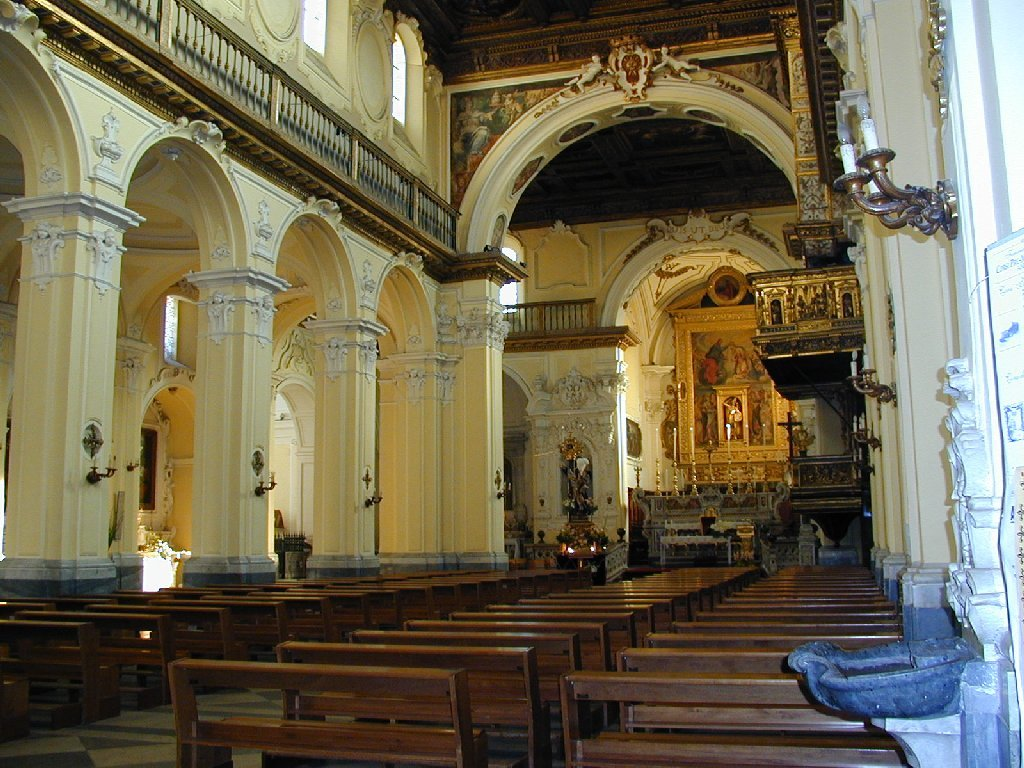
Intérieur de la collégiale Saint-Michel.